# Dziewczyna z perłą
Dziewczyna z perłą (hol. Meisje met de parel) – obraz autorstwa holenderskiego malarza Johannesa Vermeera, uznawany za jeden z najwybitniejszych przykładów XVII-wiecznego malarstwa. Znajduje się obecnie w muzeum Mauritshuis w Hadze; bywa często nazywany Mona Lisą północy lub Holenderską Mona Lisą.
Dzieło jest sygnowane IVMeer, jednak nie jest znana dokładna data jego powstania. Nie ma także pewności co do tego, czy powstał na zamówienie, a jeśli tak, to kto był zleceniodawcą. O ile większość obrazów Vermeera ukazuje postacie w kontekście narracyjnym, o tyle zaledwie kilka dzieł z jego dorobku (w tym Dziewczyna z perłą) pozbawionych jest akcji i wydaje się portretami. Przedstawiona na obrazie dziewczyna, której tożsamość jest nieznana (może córka malarza, Maria?), sprawia wrażenie jakby odwróciła się na dźwięk znajomego głosu. Jej sylwetka odcina się od czarnego tła. Z czernią kontrastują kolory jej stroju – brąz kubraczka, biel kołnierza oraz błękit i żółć turbanu. Turban jest elementem egzotycznym, jednak popularnym w Europie już w XV wieku, czego dowodem jest Mężczyzna w czerwonym turbanie Jana van Eycka. W uchu ma zawieszony kolczyk z perłą w kształcie łezki.

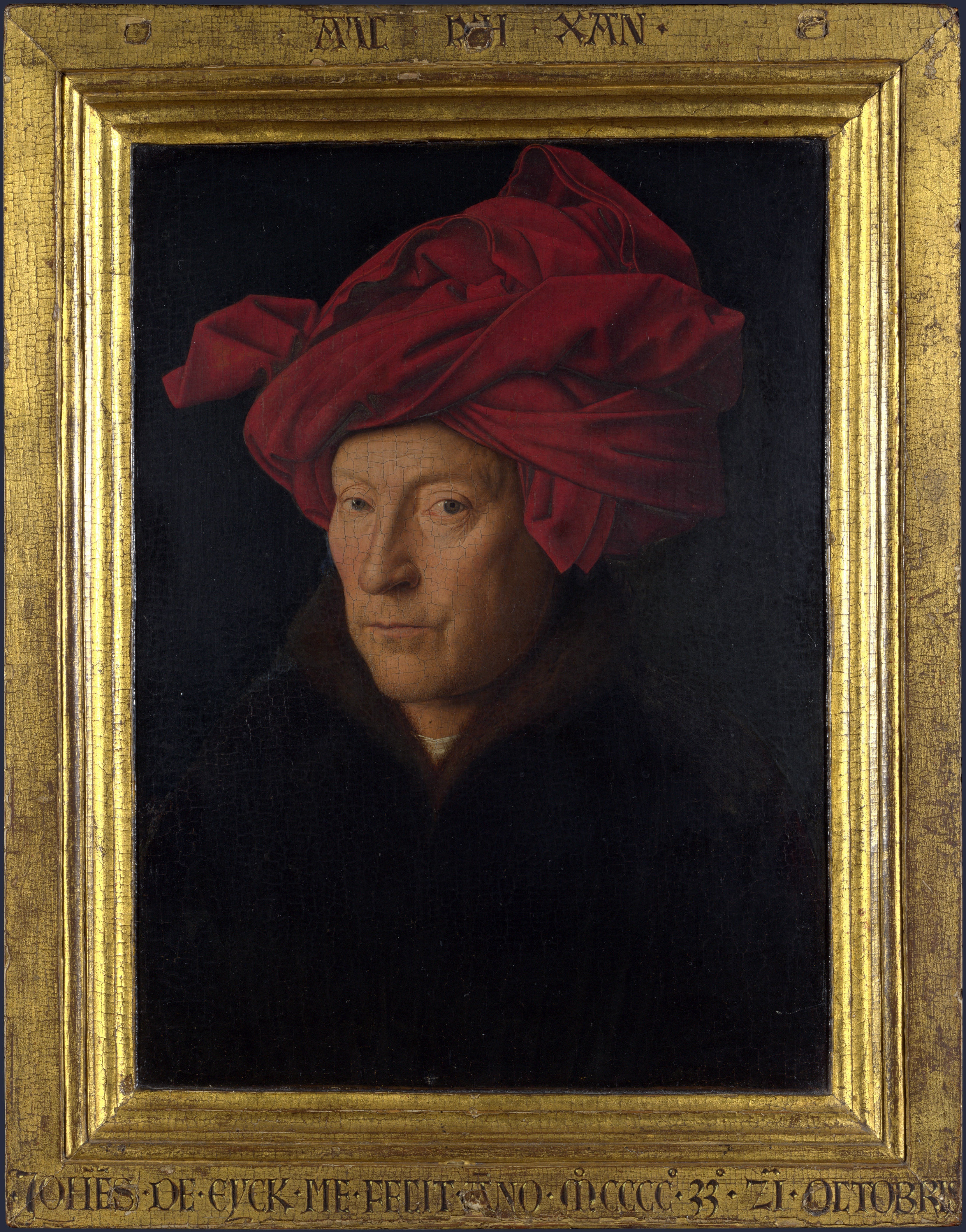
Jan van Eyck, Mężczyzna w czerwonym turbanie (autoportret?), 1433

Obraz miał wielu właścicieli. W 1903 roku A. A. Tombe przekazał go muzeum Mauritshuis w Hadze, gdzie obecnie się znajduje.
W 1937 roku bardzo podobne dzieło zostało przekazane przez jednego z kolekcjonerów do National Gallery of Art w Waszyngtonie, przyjmuje się jednak, że jest to dwudziestowieczny falsyfikat.
Obecna nazwa obrazu została nadana przez muzeum w 1995. Do tego czasu był znany jako Dziewczyna w turbanie (hol. Meisje met tulband)

## Powieść i film
Obraz ten stanowił inspirację do powstania powieści historycznej (1999) o takim samym tytule autorstwa Tracy Chevalier.
W 2003 roku brytyjski reżyser, Peter Webber, nakręcił film pod tytułem Dziewczyna z perłą, który jest twórczą wizją okoliczności powstania obrazu. W rolę tytułowej dziewczyny z perłą wciela się Scarlett Johansson.